# Prva makedonska fudbalska liga 2024-2025
La Prva makedonska fudbalska liga 2024-2025 è stata la 36ª edizione della massima serie del campionato macedone di calcio, iniziata l'11 agosto 2024 e terminata il 18 maggio 2025.
Lo Struga era la squadra campione in carica, mentre la competizione è stata vinta dallo Škendija, al suo quinto titolo nazionale.

## Stagione

### Novità
Dalla stagione precedente sono state retrocesse Makedonija G.P., dopo 6 stagioni di massima serie, e Bregalnica Štip, dopo 3 stagioni, ultime due classificate del campionato. Al loro posto, dalla Vtora Liga sono state promosse Besa Dobërdoll, al debutto in Prva liga, e Pelister, di ritorno dopo due stagioni di assenza.

### Formula
Le 12 squadre partecipanti si sfidano in un girone di andata-ritorno-andata per un totale di 33 giornate. Al termine del campionato la prima classificata è campione di Macedonia e ammessa al primo turno di qualificazione della UEFA Champions League 2025-2026, mentre seconda e terza classificate vengono ammesse al primo turno di qualificazione della UEFA Conference League 2025-2026. Le ultime due classificate vengono retrocesse direttamente in Vtora Liga, mentre la decima classificata affronta la terza classificate in Vtora Liga in uno spareggio promozione/retrocessione.

## Squadre partecipanti
| Squadra          | Città                  | Stadio                       | Stagione precedente   |
| ---------------- | ---------------------- | ---------------------------- | --------------------- |
| Besa Dobërdoll   | Vrapčište              | City Stadium Gostivar        | 1° in Vtora Liga      |
| Brera Strumica   | Strumica               | Stadio Blagoj Istatov        | 7° in Prva liga       |
| Gostivar         | Gostivar               | Stadio municipale            | 6° in Prva liga       |
| Pelister         | Bitola                 | Stadio Petar Miloševski      | 2° in Vtora Liga      |
| Rabotnički       | Skopje                 | Arena nazionale Toše Proeski | 8° in Prva liga       |
| Sileks Kratovo   | Kratovo                | Gradski Stadion Kratovo      | 5° in Prva liga       |
| Shkupi           | Čair, comune di Skopje | Stadio Chair                 | 3° in Prva liga       |
| Škendija         | Tetovo                 | Ecolog Arena                 | 2° in Prva liga       |
| Struga           | Struga                 | Stadio Gradska Plaža         | Campione di Macedonia |
| Tikveš Kavadarci | Kavadarci              | Gradski Stadion Kavadarci    | 4° in Prva liga       |
| Vardar           | Skopje                 | Arena nazionale Toše Proeski | 10° in Prva liga      |
| Voska Sport      | Ocrida                 | SRC Biljanini Izvori         | 9° in Prva liga       |

### Allenatori e primatisti
| Squadra          | Allenatore          | Calciatore più presente | Cannoniere |
| ---------------- | ------------------- | ----------------------- | ---------- |
| Besa Dobërdoll   | Aleksandar Tanevski |                         |            |
| Brera Strumica   | Bojan Krulj         |                         |            |
| Gostivar         | Muarem Muarem       |                         |            |
| Pelister         | Vlatko Kostov       |                         |            |
| Rabotnički       | Goran Stanikj       |                         |            |
| Sileks Kratovo   | Aleksandar Vasoski  |                         |            |
| Shkupi           | Ernest Gjoka        |                         |            |
| Škendija         | Jeton Beqiri        |                         |            |
| Struga           | Qatip Osmani        |                         |            |
| Tikveš Kavadarci | Gjorgji Mosjov      |                         |            |
| Vardar           | Srdjan Zaharievski  |                         |            |
| Voska Sport      |                     |                         |            |

## Classifica
|                               | Pos. | Squadra          | Pt | G  | V  | N  | P  | GF | GS | DR  |
| ----------------------------- | ---- | ---------------- | -- | -- | -- | -- | -- | -- | -- | --- |
| Macedonia del Nord (bandiera) | 1.   | Škendija         | 70 | 33 | 20 | 10 | 3  | 59 | 30 | +29 |
|                               | 2.   | Sileks Kratovo   | 67 | 33 | 19 | 10 | 4  | 57 | 19 | +38 |
|                               | 3.   | Rabotnički       | 56 | 33 | 15 | 11 | 7  | 38 | 21 | +17 |
|                               | 4.   | Struga           | 51 | 33 | 13 | 12 | 8  | 41 | 37 | +4  |
|                               | 5.   | Vardar           | 45 | 33 | 12 | 9  | 12 | 39 | 37 | +2  |
|                               | 6.   | Pelister         | 39 | 33 | 10 | 9  | 14 | 26 | 38 | -12 |
|                               | 7.   | Shkupi           | 38 | 33 | 10 | 8  | 15 | 47 | 47 | 0   |
|                               | 8.   | Tikveš Kavadarci | 34 | 33 | 7  | 13 | 13 | 25 | 33 | -8  |
|                               | 9.   | Brera Strumica   | 34 | 33 | 9  | 7  | 17 | 41 | 56 | -15 |
|                               | 10.  | Besa Dobërdoll   | 33 | 33 | 9  | 6  | 18 | 34 | 53 | -19 |
|                               | 11.  | Gostivar         | 30 | 33 | 12 | 12 | 9  | 36 | 34 | +2  |
|                               | 12.  | Voska Sport      | 4  | 33 | 5  | 7  | 21 | 25 | 63 | -38 |

Legenda:
      Campione di Macedonia e ammessa al Primo Turno Preliminare della  UEFA Champions League 2025-2026
      Ammessa ai Turni Preliminari della  UEFA Conference League 2025-2026
      Retrocesse in  Vtora Liga 2025-2026
Regolamento:
Tre punti per la vittoria, uno per il pareggio, zero per la sconfitta.